# دومينيك شتال
دومينيك شتال (بالألمانية: Dominik Stahl) (20 أغسطس 1988 في ألمانيا - ) هو لاعب كرة قدم ألماني في مركز الوسط. لعب مع ميونخ 1860 وTSV 1860 Munich II ‏.

## وصلات خارجية
- دومينيك شتال على موقع قاعدة بيانات كرة القدم.إي يو (الإنجليزية)
- دومينيك شتال على موقع بيانات كرة القدم. دي إي (الألمانية)
- دومينيك شتال على موقع Soccerway.com (الإنجليزية)
- دومينيك شتال على موقع عالم كرة القدم.نت (الإنجليزية)